# Kafehidrocianita
La kafehidrocianita és un mineral de la classe dels compostos orgànics.

## Característiques
La kafehidrocianita és una substància orgànica de fórmula química K₄[Fe(CN)₆]·H₂O. Cristal·litza en el sistema tetragonal. La seva duresa a l'escala de Mohs es troba entre 2 i 2,5.
Segons la classificació de Nickel-Strunz, la kafehidrocianita pertany a «10.A - Sals d'àcids orgànics: cianats» juntament amb la julienita.

## Formació i jaciments
Possiblement originada a causa de la lixiviació amb cianur. Va ser descoberta al dipòsit d'or de Medvezhii Log, a les muntanyes Saian, a la República de Tuva (Rússia). També a Rússia, la kafehidrocianita ha estat descrita als dipòsits de Kaliostrovskoye i Saralinskoye, a la regió del Transbaikal, i al dipòsit de coure de Blyava, a l'óblast d'Orenburg.